# Bānrīvand
Bānrīvand (persiska: بانريوَند, بانریوند) är en ort i Iran.   Den ligger i provinsen Kermanshah, i den västra delen av landet, 400 km sydväst om huvudstaden Teheran. Bānrīvand ligger 1 549 meter över havet och antalet invånare är 165.
Terrängen runt Bānrīvand är kuperad åt sydväst, men åt nordost är den bergig. Bānrīvand ligger nere i en dal.Runt Bānrīvand är det ganska glesbefolkat, med 39 invånare per kvadratkilometer. Närmaste större samhälle är Sarāb-e Sar Fīrūzābād, 8,6 km nordväst om Bānrīvand. Trakten runt Bānrīvand består till största delen av jordbruksmark.